# Palau Reial de Pedralbes
Il Palau Reial de Pedralbes o Palazzo Reale di Pedralbes è un edificio che si trova a Barcellona nel distretto di Les Corts.
Dal 1919 al 1931 fu residenza della famiglia reale spagnola quando erano in visita alla città e oggi è sede del Museo della ceramica, del Museo tessile e degli indumenti e del Museo delle arti decorative, tutti facenti parte del Museo del design di Barcellona, oltre che del Segretariato generale dell'Unione per il Mediterraneo.
Nei suoi giardini sono presenti opere di importanti artisti catalani come Joan Borrell, Enric Casanovas ed Eulàlia Fàbregas.

## Galleria d'immagini

Stanze
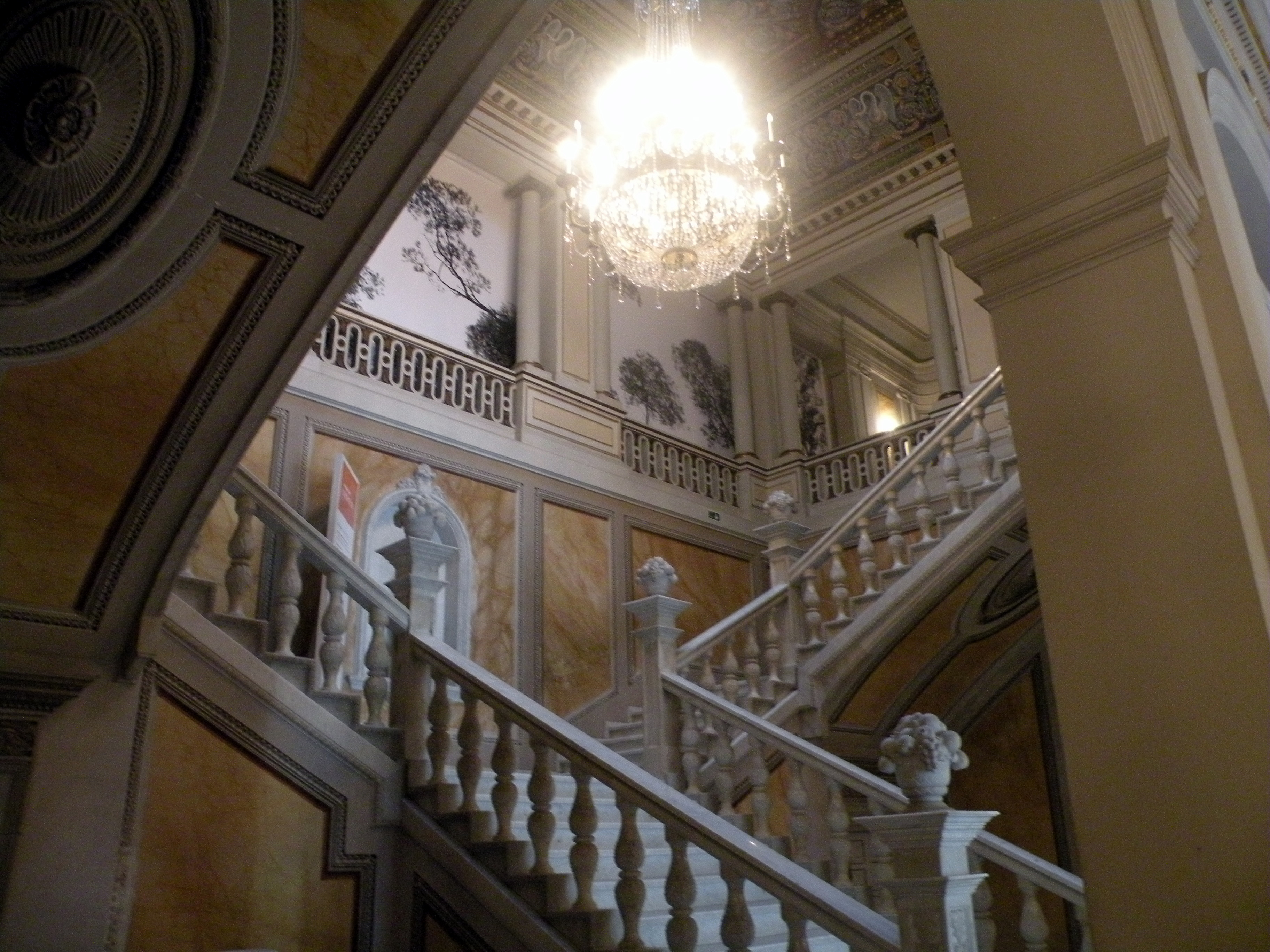
Scala principale
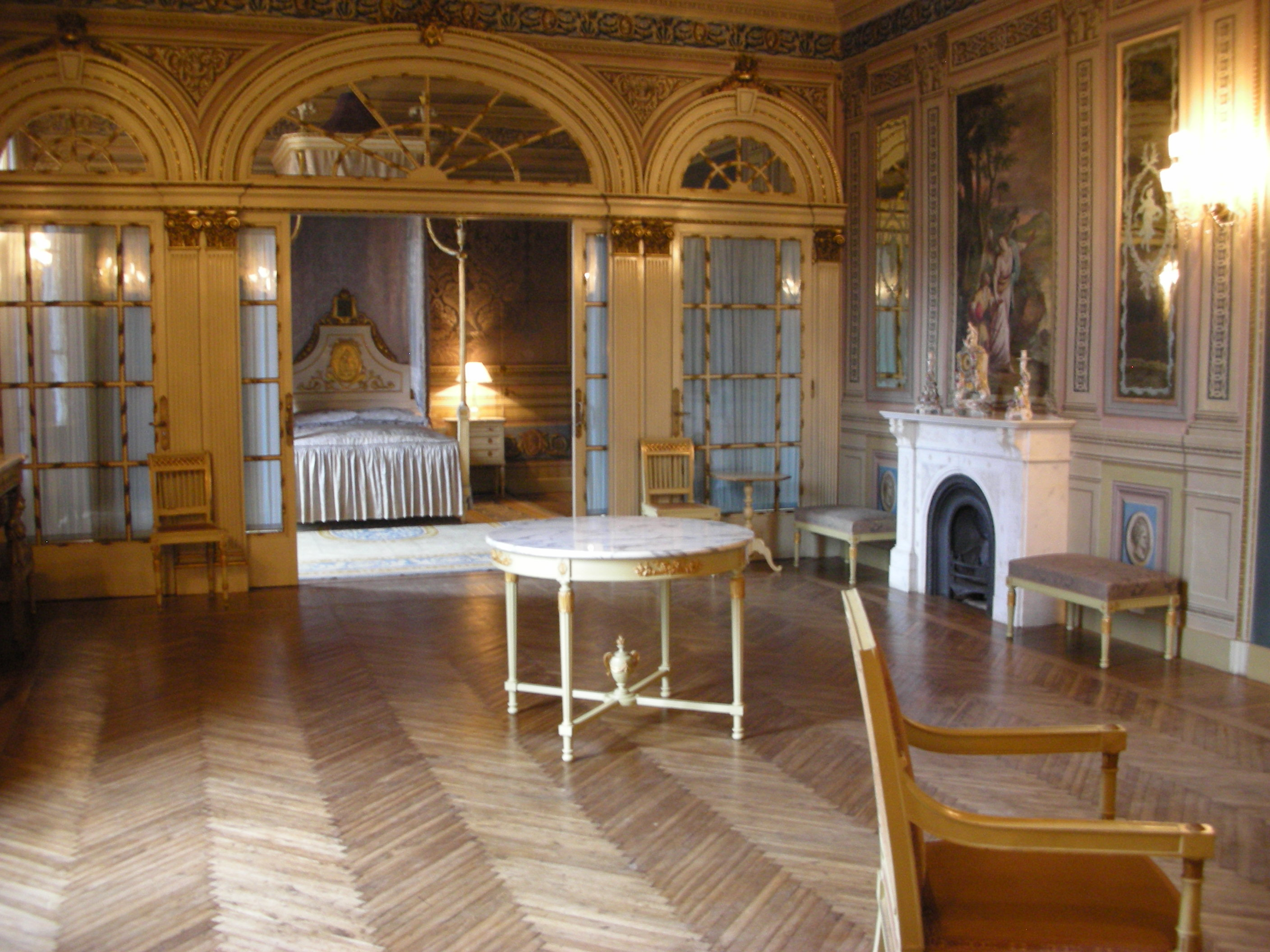
Anticamera reale
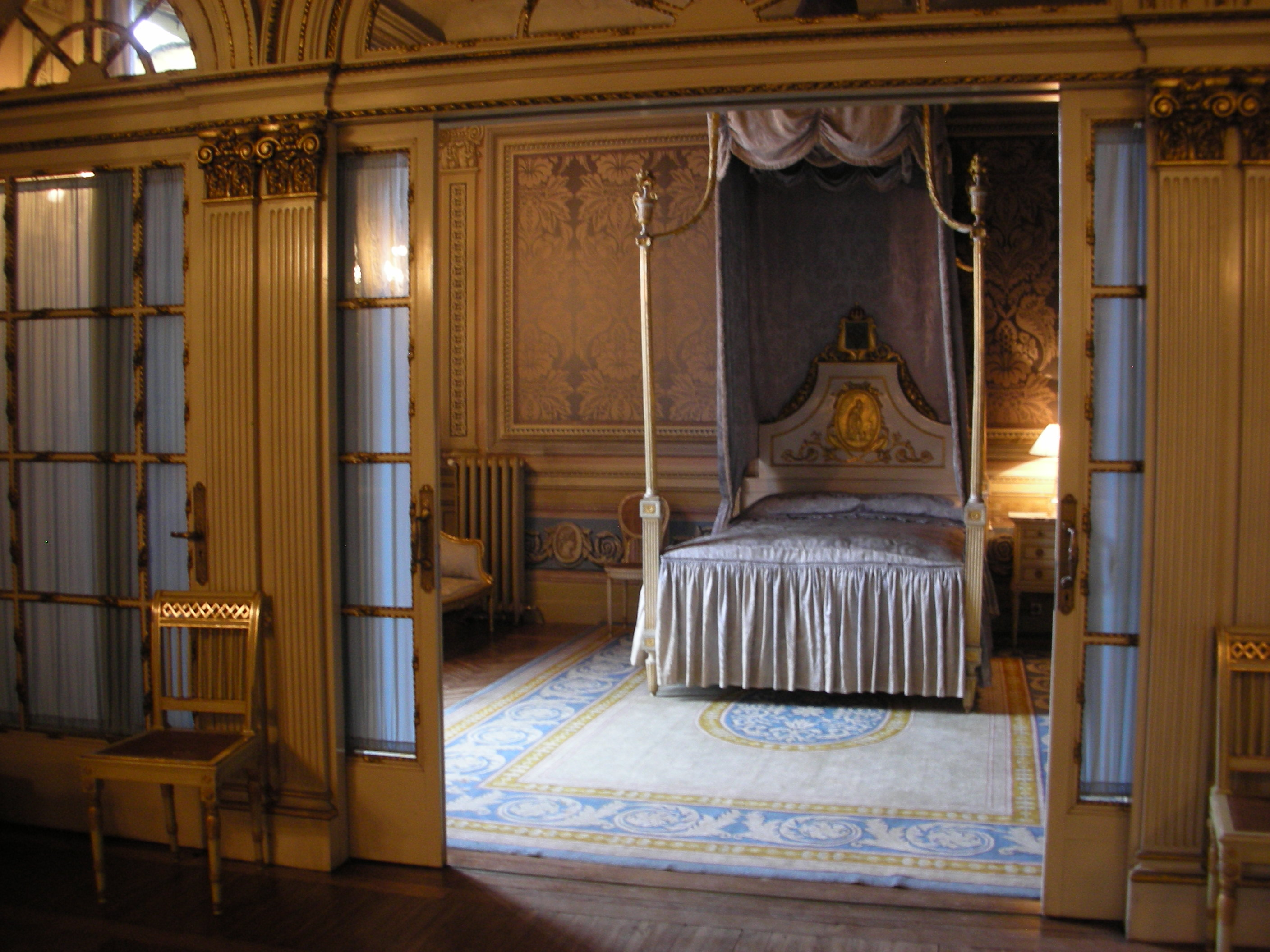
Stanza da letto della Regina
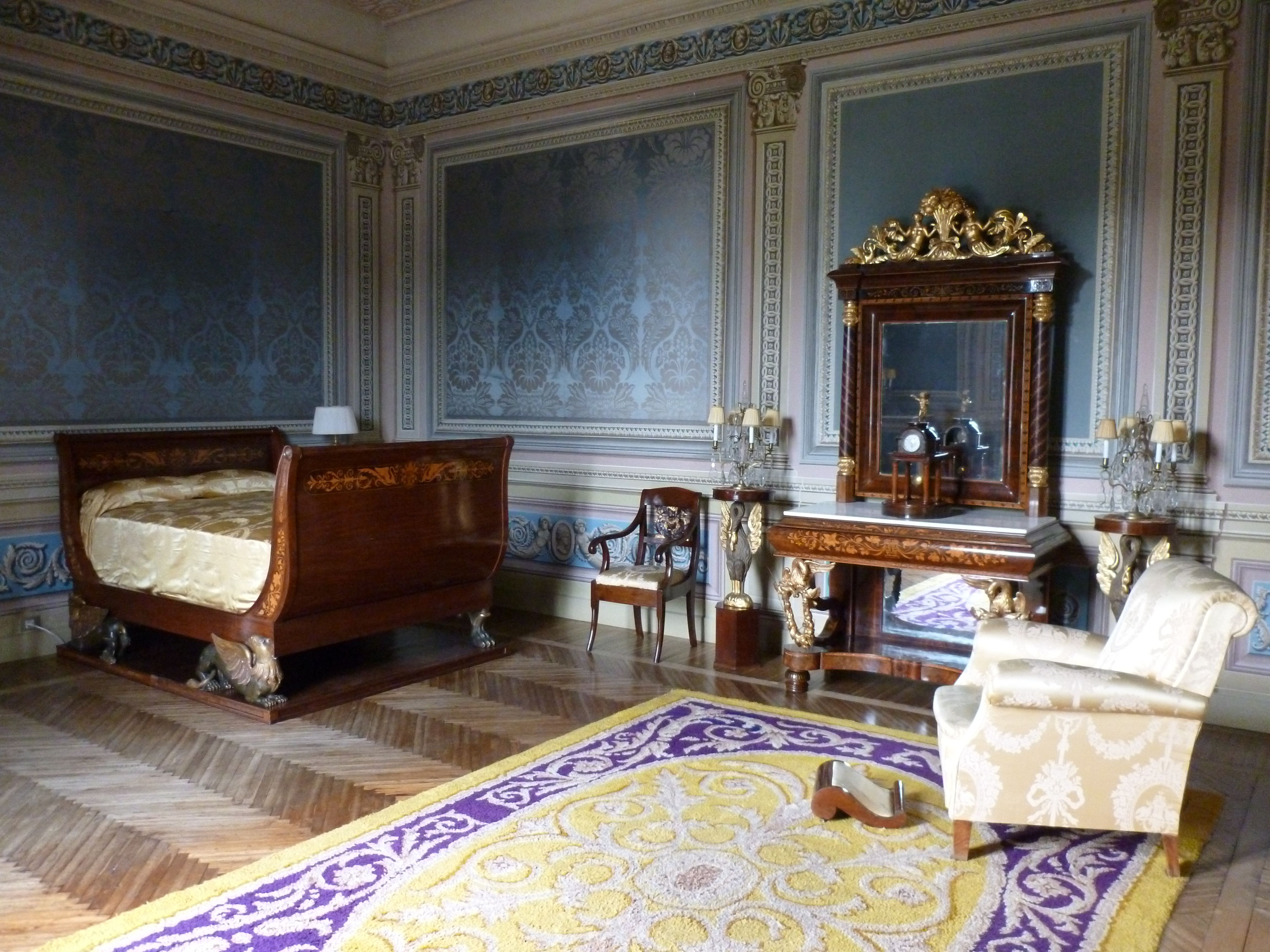
Stanza da letto del Re

Giardini
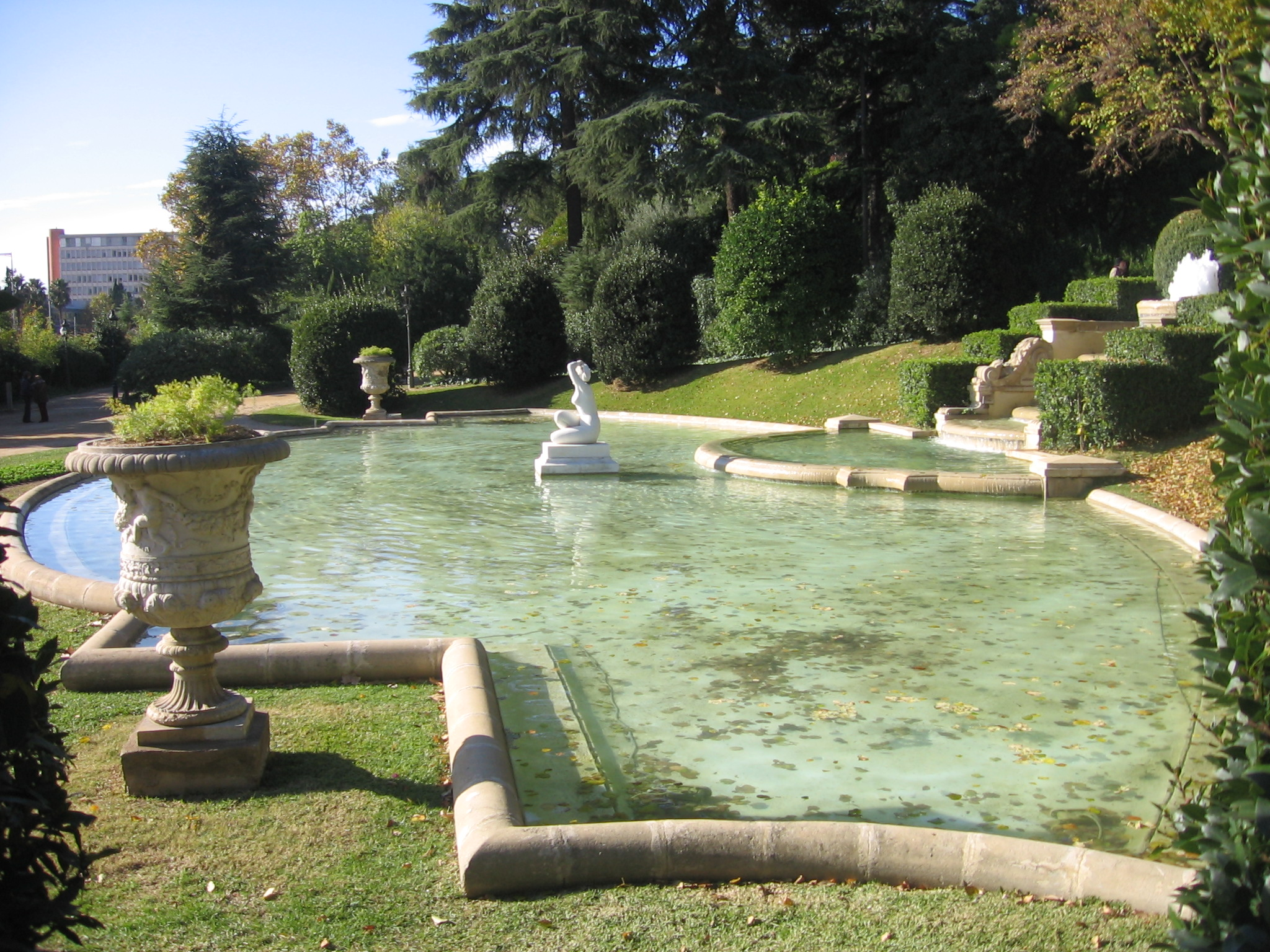
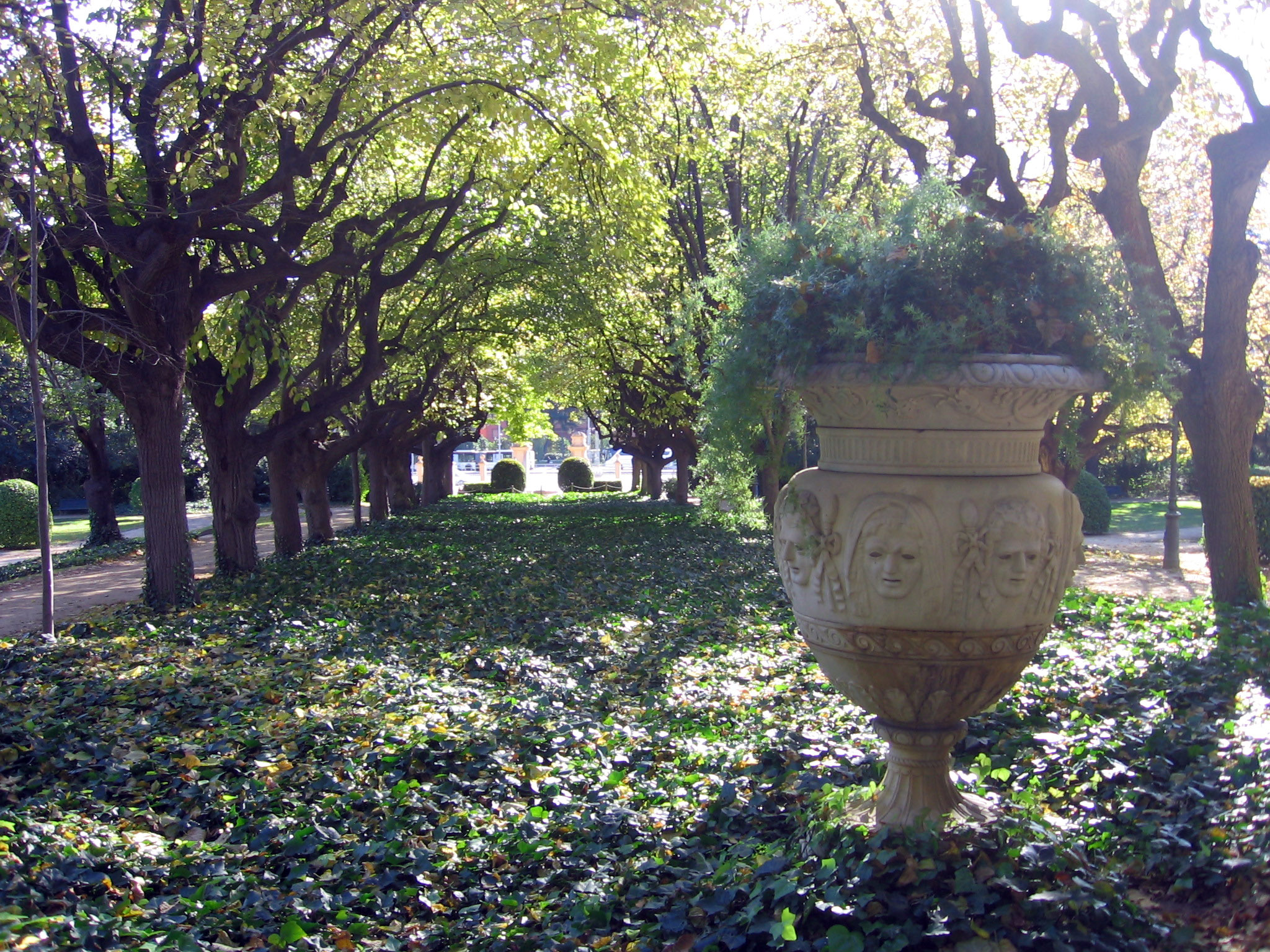
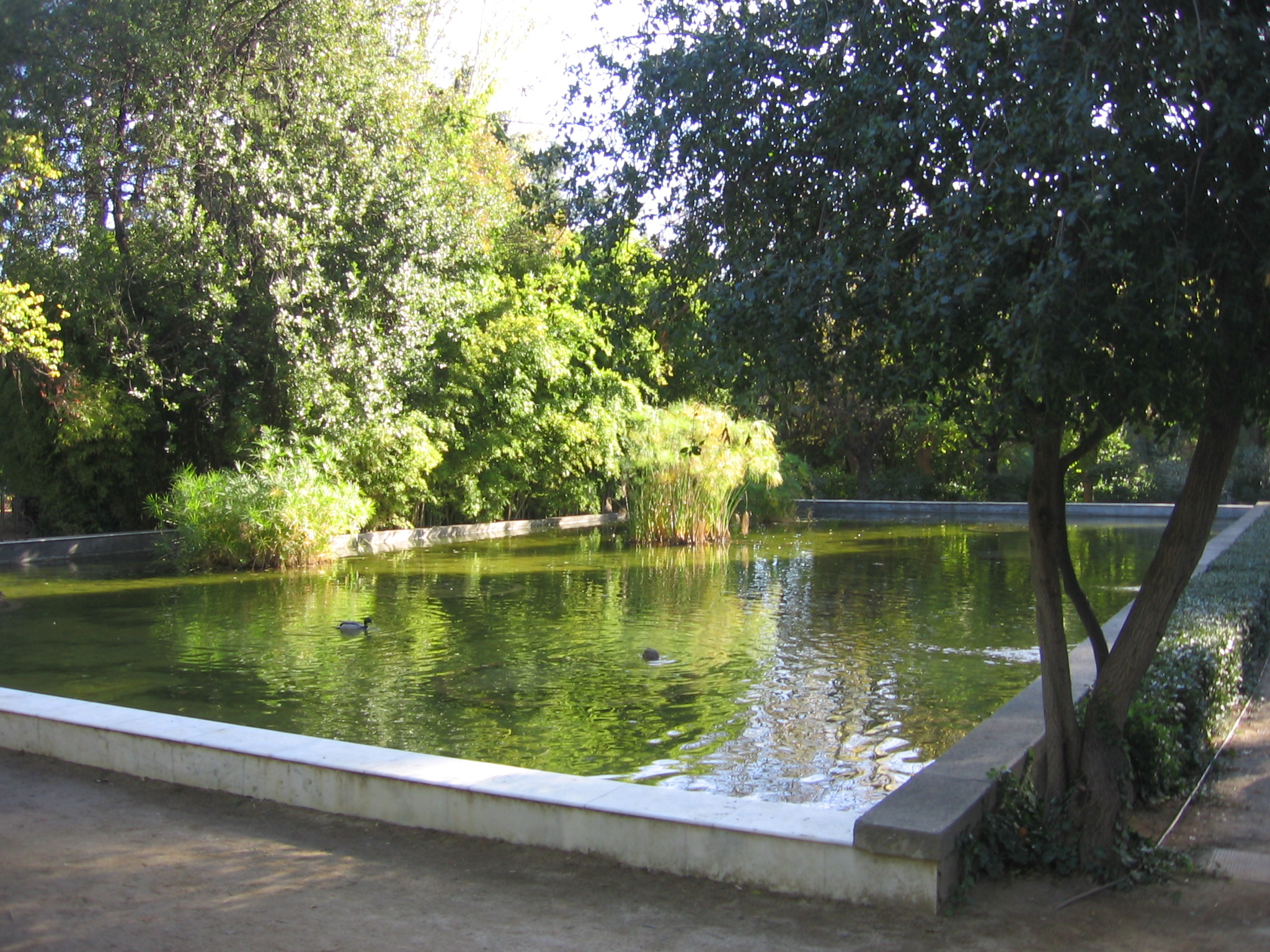
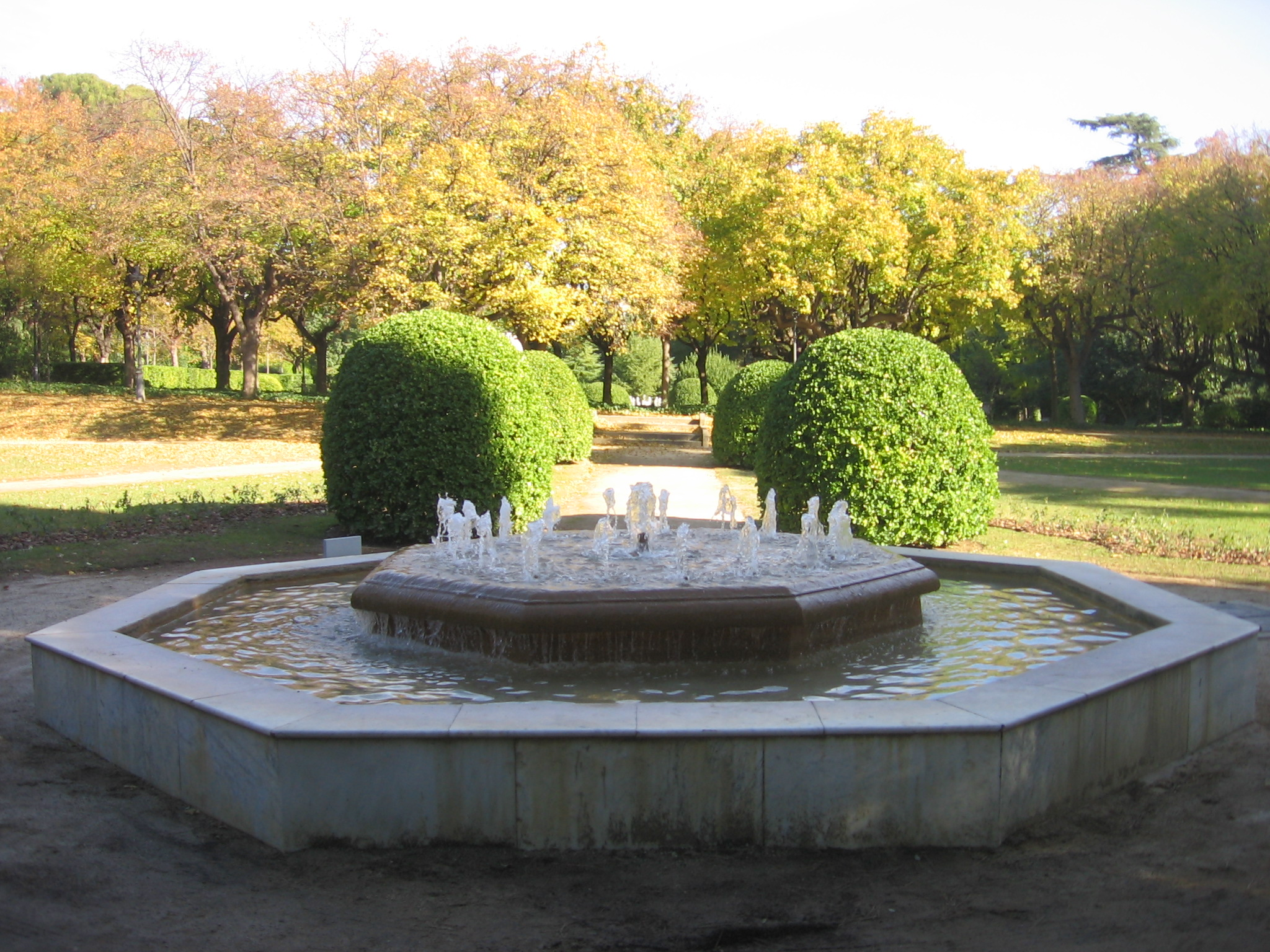
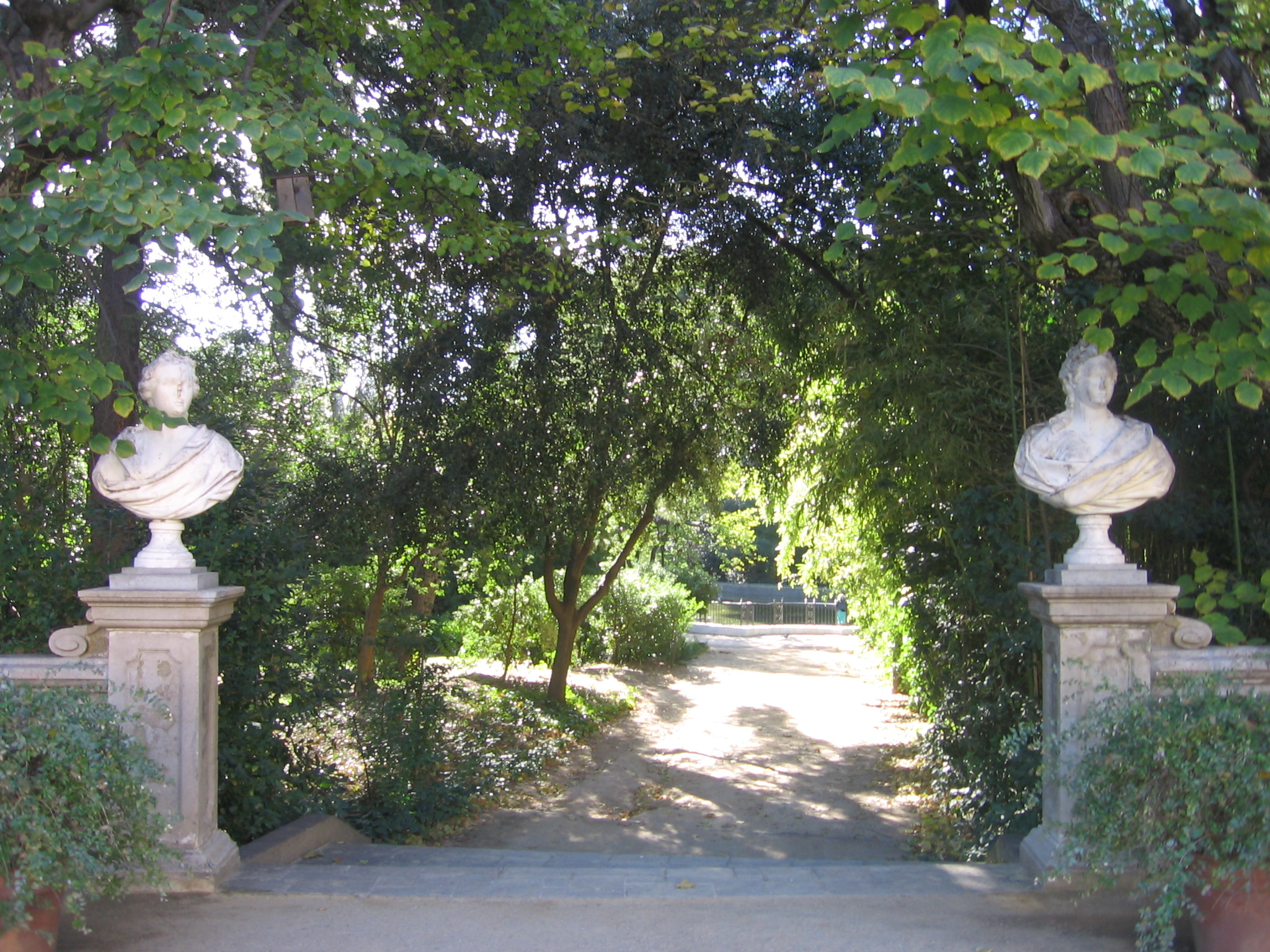